# Monobelus nasutus
Monobelus nasutus är en insektsart som beskrevs av Carl Stål. Monobelus nasutus ingår i släktet Monobelus och familjen hornstritar. Inga underarter finns listade i Catalogue of Life.